# Освајачи олимпијских медаља у тенису
Тенис на Летњим олимпијским играма дебитовао је 1896. на играма у Атини, а жене се такмиче од 1900. и игара у Паризу. Од 1928. до 1984. тенис је био искључен из олимпијског програма, али у два наврата је био демонстрациони спорт, 1968. и 1984. У олимпијски програм враћен је 1984. Најуспешнији такмичари су Винус Вилијамс и Кетлин Макејн-Годфри са пет медаља.

## Мушкарци

### Појединачно
| Игре                 |                                         |                                        |                                                                           |
| 1896. Атина          | Џон Пајус Боланд · Уједињено Краљевство | Дионисиос Касдаглис · Грчка            | Момчило Тапавица · Мађарска Константинос Паспатис · Грчка                 |
| 1900. Париз          | Лоуренс Доерти · Уједињено Краљевство   | Харолд Махони · Уједињено Краљевство   | Реџиналд Доерти · Уједињено Краљевство Артур Норис · Уједињено Краљевство |
| 1904. Сент Луис      | Билс Рајт · САД                         | Роберт Лирој · САД                     | Алфонсо Бел · САД Едгар Ленард · САД                                      |
| 1908. Лондон         | Џосаја Ричи · Уједињено Краљевство      | Ото Фројцхајм · Немачка                | Вилберфорс Ивс · Уједињено Краљевство                                     |
| 1912. Стокхолм       | Чарлс Винслоу · Јужноафричка Република  | Харолд Китсон · Јужноафричка Република | Оскар Кројцер · Немачка                                                   |
| 1920. Антверпен      | Луис Рејмонд · Јужноафричка Република   | Ичија Кумагае · Јапан                  | Чарлс Винслоу · Јужноафричка Република                                    |
| 1924. Париз          | Винсент Ричардс · САД                   | Анри Коше · Француска                  | Умберто Де Морпурго · Италија                                             |
| 1928–1984            | Није део олимпијског програма           | Није део олимпијског програма          | Није део олимпијског програма                                             |
| 1988. Сеул           | Милослав Мечирж · Чехословачка          | Тим Мејот · САД                        | Стефан Едберг · Шведска Бред Гилберт · САД                                |
| 1992. Барселона      | Марк Росе · Швајцарска                  | Жорди Аресе · Шпанија                  | Андреј Черкасов · Уједињени тим Горан Иванишевић · Хрватска               |
| 1996. Атланта        | Андре Агаси · САД                       | Сержи Бругера · Шпанија                | Леандер Паес · Индија                                                     |
| 2000. Сиднеј         | Јевгениј Кафељников · Русија            | Томи Хас · Немачка                     | Арно ди Пасквале · Француска                                              |
| 2004. Атина          | Николас Масу · Чиле                     | Марди Фиш · САД                        | Фернандо Гонзалез · Чиле                                                  |
| 2008. Пекинг         | Рафаел Надал · Шпанија                  | Фернандо Гонзалез · Чиле               | Новак Ђоковић · Србија                                                    |
| 2012. Лондон         | Енди Мари · Уједињено Краљевство        | Роџер Федерер · Швајцарска             | Хуан Мартин дел Потро · Аргентина                                         |
| 2016. Рио де Жанеиро | Енди Мари · Уједињено Краљевство        | Хуан Мартин дел Потро · Аргентина      | Кеј Нишикори · Јапан                                                      |
| 2020. Токио          | Александар Зверев · Немачка             | Карен Хачанов · Русија                 | Пабло Карењо Буста · Шпанија                                              |
| 2024. Париз          | Новак Ђоковић · Србија                  | Карлос Алкараз · Шпанија               | Лоренцо Музети · Италија                                                  |

### Парови
| Игре                 |                                                                   |                                                           |                                                                                               |
| 1896. Атина          | Џон Пајус Боланд · Уједињено Краљевство · Фридрих Траун · Немачка | Деметриос Петрококинос · Дионисиос Касдаглис · Грчка      | Едвин Теди Флек · Аустралија · Џорџ Робертсон · Уједињено Краљевство                          |
| 1900. Париз          | Лоренс Доерти · Реџиналд Доерти · Уједињено Краљевство            | Макс Декижи Француска · Безил Сполдинг де Гармендиа · САД | Жорж де ла Шапел · Андре Прево · Француска Харолд Махони · Артур Норис · Уједињено Краљевство |
| 1904. Сент Луис      | Едгар Леонард · Билс Рајт · САД                                   | Алфонсо Бел · Роберт Лирој · САД                          | Џозеф Вер · Алан Вест · САД Кларенс Гембл · Артур Вар · САД                                   |
| 1908. Лондон         | Џорџ Хилјард · Реџиналд Доерти · Уједињено Краљевство             | Џосаја Ричи · Џејмс Парк · Уједињено Краљевство           | Клемент Казалет · Чарлс Диксон · Уједињено Краљевство                                         |
| 1912. Стокхолм       | Харолд Китсон · Чарлс Винслоу · Јужноафричка Република            | Артур Цборзил · Феликс Пипс · Аустрија                    | Албер Кане · Едуар Мени де Маронг · Француска                                                 |
| 1920. Антверпен      | Освалд Тернбул · Максвел Вуснам · Уједињено Краљевство            | Ичија Кумагае · Сејичиро Кашио · Јапан                    | Макс Декижи · Пјер Албаран · Француска                                                        |
| 1924. Париз          | Винсент Ричардс · Френсис Хантер · САД                            | Жак Брињо · Анри Коше · Француска                         | Жан Боротра · Рене Лакост · Француска                                                         |
| 1928–1984            | Није део олимпијског програма                                     | Није део олимпијског програма                             | Није део олимпијског програма                                                                 |
| 1988. Сеул           | Кен Флеч · Роберт Сегусо · САД                                    | Емилио Санчез · Серхио Казал · Шпанија                    | Милослав Мечирж · Милан Шрејбер · ЧехословачкаСтефан Едберг · Андерс Јерид · Шведска          |
| 1992. Барселона      | Борис Бекер · Михаел Штих · Немачка                               | Вејн Фереира · Пијет Норвал · Јужноафричка Република      | Хавијер Франа · Кристијан Миниуси · АргентинаГоран Иванишевић · Горан Прпић · Хрватска        |
| 1996. Атланта        | Тод Вудбриџ · Марк Вудфорд · Аустралија                           | Нил Броуд · Тим Хенман · Уједињено Краљевство             | Марк-Кевин Гелнер · Давид Приносил · Немачка                                                  |
| 2000. Сиднеј         | Себастијан Ларо · Данијел Нестор · Канада                         | Тод Вудбриџ · Марк Вудфорд · Аустралија                   | Алекс Кореча · Алберт Коста · Шпанија                                                         |
| 2004. Атина          | Фернандо Гонзалез · Николас Масу · Чиле                           | Никола Кифер · Рајнер Шитлер · Немачка                    | Марио Анчић · Иван Љубичић · Хрватска                                                         |
| 2008. Пекинг         | Роџер Федерер · Станислас Вавринка · Швајцарска                   | Симон Аспелин · Томас Јохансон · Шведска                  | Боб и Мајк Брајан · САД                                                                       |
| 2012. Лондон         | Боб и Мајк Брајан · САД                                           | Микаел Љодра · Жо-Вилфрид Цонга · Француска               | Жилијен Бенето · Ришар Гаске · Француска                                                      |
| 2016. Рио де Жанеиро | Марк Лопез · Рафаел Надал · Шпанија                               | Флорин Мерђеа · Орија Текау · Румунија                    | Стив Џонсон · Џек Сок · САД                                                                   |
| 2020. Токио          | Никола Мектић · Мате Павић · Хрватска                             | Марин Чилић · Иван Додиг · Хрватска                       | Маркус Данијел · Мајкл Винус · Аустралија                                                     |
| 2024. Париз          | Метју Ебден · Џон Пирс · Аустралија                               | Остин Крајичек · Раџив Рам · САД                          | Тејлор Фриц · Томи Пол · САД                                                                  |

## Жене

### Појединачно
| Игре                          |                                                |                                       |                                                         |
| 1900. Париз                   | Шарлот Купер · Уједињено Краљевство            | Елен Прево · Француска                | Мерион Џоунс · САД Хедвига Розенбаумова · Бохемија      |
| Није део олимпијског програма |                                                |                                       |                                                         |
| 1908. Лондон                  | Доротиа Даглас Чејмберс · Уједињено Краљевство | Пенелопи Бутби · Уједињено Краљевство | Џоун Винч · Уједињено Краљевство                        |
| 1912. Стокхолм                | Маргерит Брокеди · Француска                   | Доротеа Коринг · Немачка              | Мола Бјурстет · Норвешка                                |
| 1920. Антверпен               | Сузан Ленглен · Француска                      | Дороти Холмен · Уједињено Краљевство  | Кетлин Макејн · Уједињено Краљевство                    |
| 1924. Париз                   | Хелен Вилс · САД                               | Жули Власто · Француска               | Кетлин Макејн · Уједињено Краљевство                    |
| 1928–1984                     | Није део олимпијског програма                  | Није део олимпијског програма         | Није део олимпијског програма                           |
| 1988. Сеул                    | Штефи Граф · Западна Немачка                   | Габријела Сабатини · Аргентина        | Зина Гарисон · САД Мануела Малејева · Бугарска          |
| 1992. Барселона               | Џенифер Капријати · САД                        | Штефи Граф · Немачка                  | Мери Џо Фернандез · САД Аранча Санчез Викарио · Шпанија |
| 1996. Атланта                 | Линдси Давенпорт · САД                         | Аранча Санчез Викарио · Шпанија       | Јана Новотна · Чешка                                    |
| 2000. Сиднеј                  | Винус Вилијамс · САД                           | Јелена Дементјева · Русија            | Моника Селеш · САД                                      |
| 2004. Атина                   | Жистин Енен-Арден · Белгија                    | Амели Моресмо · Француска             | Алиша Молик · Аустралија                                |
| 2008. Пекинг                  | Јелена Дементјева · Русија                     | Динара Сафина · Русија                | Вера Звонарјова · Русија                                |
| 2012. Лондон                  | Серена Вилијамс · САД                          | Марија Шарапова · Русија              | Викторија Азаренка · Белорусија                         |
| 2016. Рио де Жанеиро          | Моника Пуиг · Порторико                        | Анџелик Кербер · Немачка              | Петра Квитова · Чешка                                   |
| 2020. Токио                   | Белинда Бенчич · Швајцарска                    | Маркета Вондроушова · Чешка           | Елина Свитолина · Украјина                              |
| 2024. Париз                   | Џенг Ћинвен · Кина                             | Дона Векић · Хрватска                 | Ига Свјонтек · Пољска                                   |

### Парови
| Игре                 |                                                        |                                                           |                                                                                               |
| 1920. Антверпен      | Катлин Макејн · Маргарет Макнер · Уједињено Краљевство | Винифред Бимиш · Дороти Холмен · Уједињено Краљевство     | Сузан Ленглен · Елизабет Д'Ајен · Француска                                                   |
| 1924. Париз          | Хејзел Вајтман · Хелен Вилс · САД                      | Филис Ковел · Кетлин Макејн · Уједињено Краљевство        | Евелин Колјер · Дороти Шеперд-Барон · Уједињено Краљевство                                    |
| 1928–1984            | Није део олимпијског програма                          | Није део олимпијског програма                             | Није део олимпијског програма                                                                 |
| 1988. Сеул           | Пем Шрајвер · Зина Гарисон · САД                       | Јана Новотна · Хелена Сукова · Чехословачка               | Елизабет Смајли · Венди Тернбул · АустралијаШтефи Граф · Клаудија Коде-Килш · Западна Немачка |
| 1992. Барселона      | Ђиђи Фернандез · Мери Џо Фернандез · САД               | Кончита Мартинез · Аранча Санчез Викарио · Шпанија        | Рејчел Маквилан · Никол Братке · АустралијаЛејла Месхи · Наташа Зверева · Уједињени тим       |
| 1996. Атланта        | Ђиђи Фернандез · Мери Џо Фернандез · САД               | Јана Новотна · Хелена Сукова · Чешка                      | Кончита Мартинез · Аранча Санчез Викарио · Шпанија                                            |
| 2000. Сиднеј         | Серена Вилијамс · Винус Вилијамс · САД                 | Кристи Богерт · Миријам Ореманс · Холандија               | Елс Каленс · Доминик ван Рост · Белгија                                                       |
| 2004. Атина          | Ли Тинг · Сун Тјантјан · Кина                          | Кончита Мартинез · Вирхинија Руано Паскуал · Шпанија      | Паола Суарез · Патрисија Тарабини · Аргентина                                                 |
| 2008. Пекинг         | Серена Вилијамс · Винус Вилијамс · САД                 | Анабел Медина Гаригес · Вирхинија Руано Паскуал · Шпанија | Јен Ци · Џенг Ђе · Кина                                                                       |
| 2012. Лондон         | Серена Вилијамс · Винус Вилијамс · САД                 | Андреа Хлавачкова · Луција Храдецка · Чешка               | Марија Кириленко · Нађа Петрова · Русија                                                      |
| 2016. Рио де Жанеиро | Јекатерина Макарова · Јелена Веснина · Русија          | Тимеа Бачински · Мартина Хингис · Швајцарска              | Луција Шафаржова · Барбора Стрицова · Чешка                                                   |
| 2020. Токио          | Барбора Крејчикова · Катержина Синијакова · Чешка      | Белинда Бенчич · Викторија Голубић · Швајцарска           | Лаура Пигоси · Луиса Стефани · Бразил                                                         |
| 2024. Париз          | Сара Ерани · Јелена Веснина · Италија                  | Мира Андрејева · Дијана Шнајдер · Русија                  | Кристина Букса · Сара Сорибес Тормо · Шпанија                                                 |

## Мешовити парови
| Игре                 |                                                       |                                                           | |
| 1900. Париз          | Шарлот Купер · Реџиналд Доерти · Уједињено Краљевство | Елен Прево Француска · Харолд Махони Уједињено Краљевство | Мерион Џоунс САД · Лоуренс Доерти Уједињено Краљевство Хедвига Розенбаумова Бохемија · Арчибалд Ворден Уједињено Краљевство |
| 1904–1908            | Није део олимпијског програма                         | Није део олимпијског програма                             | Није део олимпијског програма                                                                                               |
| 1912. Стокхолм       | Доротеа Коринг · Хајнрих Шомбургк · Немачка           | Сигрид Фик · Гунар Сетервал · Шведска                     | Маргерит Брокеди · Албер Кане · Француска                                                                                   |
| 1920. Антверпен      | Сузан Ленглен · Макс Декижи · Француска               | Кетлин Макејн · Максвел Вуснам · Уједињено Краљевство     | Милада Скрбкова · Ладислав Жемла · Чехословачка                                                                             |
| 1924. Париз          | Хејзел Вајтман · Ричард Вилијамс · САД                | Марион Џесуп · Винсент Ричардс · САД                      | Корнелија Боуман · Хендрик Тимер · Холандија                                                                                |
| 1928–2008            | Није део олимпијског програма                         | Није део олимпијског програма                             | Није део олимпијског програма                                                                                               |
| 2012. Лондон         | Викторија Азаренка · Макс Мирни · Белорусија          | Лора Робсон · Енди Мари · Уједињено Краљевство            | Лиса Рејмонд · Мајк Брајан · САД                                                                                            |
| 2016. Рио де Жанеиро | Бетани Матек Сандс · Џек Сок · САД                    | Винус Вилијамс · Раџив Рам · САД                          | Луција Храдецка · Радек Штјепанек · Чешка                                                                                   |
| 2020. Токио          | Анастасија Пављученкова · Андреј Рубљов · Русија      | Јелена Веснина · Аслан Карацев · Русија                   | Ешли Барти · Џон Пирс · Аустралија                                                                                          |
| 2024. Париз          | Катерина Синијакова · Томаш Махач · Чешка             | Ванг Ксију · Жанг Жижен · Кина                            | Габријела Дабровски · Феликс Оже Алијасим · Канада                                                                          |

## Дисциплине које више нису на програму

### Мушкарци појединачно у дворани
| Игре           |                                  |                                      |                                    |
| 1908. Лондон   | Артур Гор · Уједињено Краљевство | Џорџ Каридија · Уједињено Краљевство | Џосаја Ричи · Уједињено Краљевство |
| 1912. Стокхолм | Андре Жобер · Француска          | Чарлс Диксон · Уједињено Краљевство  | Ентони Вајлдинг · Аустралазија     |

### Мушки парови у дворани
| Игре           |                                                  |                                                    |                                                    |
| 1908. Лондон   | Херберт Берет · Артур Гор · Уједињено Краљевство | Џорџ Каридија · Џорџ Симонд · Уједињено Краљевство | Волмар Бострем · Гунар Сетервал · Шведска          |
| 1912. Стокхолм | Морис Жермо · Андре Жобер · Француска            | Карл Кемп · Гунар Сетервал · Шведска               | Алфред Бимиш · Чарлс Диксон · Уједињено Краљевство |

### Жене појединачно у дворани
| Игре           |                                               |                                  |                                      |
| 1908. Лондон   | Гвендолин Истлејк-Смит · Уједињено Краљевство | Елис Грин · Уједињено Краљевство | Мерта Адлерстроле · Шведска          |
| 1912. Стокхолм | Едит Ханам · Уједињено Краљевство             | Софи Кастенскјолд · Данска       | Мејбел Партон · Уједињено Краљевство |

### Мешовити парови у дворани
| Игре           |                                                   |                                                       |                                       |
| 1912. Стокхолм | Едит Ханам · Чарлас Диксон · Уједињено Краљевство | Хелен Ејчинсон · Херберт Барет · Уједињено Краљевство | Сигрид Фик · Гунар Сетервал · Шведска |